# Грудзьондзький трамвай
Трамваї у Грудзьонзі — мережа трамваю, що працює у місті Грудзьондз.

## Коротка історія
12 травня 1899 року є початком історії трамваю у місті Грудзьонз. Того дня у місті (тоді воно звалося Грауденц і належало Прусії) було відкрито першу лінію електричного тармваю.
21 липня 1911 року було відкрито лінію №2 від Збіжнього ринку, вулицями алея 23 Січня, Торунською та Хелнінською до перетину із вулицею Бидгощською протяжністю 1,6 км. Влітку 1913 року лінію подовжено ще на 500 м південніше - до вулиці Вієйської.
1938 року цю ж лінію подовжено ще на 2 км південніше - до вулиці Полудньової.
Під час окупації Польщі німецькими військами тармвайна мережа обслуговувалась фірмою "Verkehrsbetrieb". З 23 січня по 20 листопада 1945 року через бої трамвайний рух не здійснювався.
В листопада 1980 року лінію №2 подовжено до кільця у Тарпно.
5 вересня 1993 року у депо сталася пожежа, що знищила 11 пасажирських та 1 службовий вагон. Місто придбало 6 вагонів з Варшави, а відновлення депо завершилося до 4 серпня 1994 року. 
7 грудня 1996 року відкрито нову одноколійну лінію від вулиці Полудньової до масиву Жондж довжиною 1,8 км. Другу колію тут уклали вже 1997 року. 26 липня 2011 року сталася аварія на тяговій підстанції. Після цього було закрито лінію для пасажирського руху до залізничного вокзалу (лінія використовується лише для заїзду/виїзду вагонів з депо).

## Маршрути
З 13 серпня 2011 року у місті курсує лише маршрут №2
- №2 Тарпно — Жондж

До того існували ще 2 маршрути:
- №1 Тарпно — Залізничний вокзал
- №3 Залізничний вокзал — Жондж

## Рухомий склад
|  | Тип              | Кількість |
|  | ---------------- | --------- |
|  | Konstal 805Na/Nb | 8         |
|  | Konstal 805Na-MM | 6         |
|  | Duewag GT8       | 10        |
|  | Загалом          | 24        |

## Цікаві факти
Насьогодні Грудзьонз є найменшим містом у Польщі за населенням (населення на кінець 2010 року - 98 757 осіб), що має діючу трамвайну мережу.